# Ciclone Seroja
O ciclone tropical severo Seroja foi um ciclone tropical mortal que causou inundações e deslizamentos de terra em partes do sul da Indonésia e Timor Leste e mais tarde impactou a região do Centro-Oeste da Austrália Ocidental, tornando-se um dos primeiros a fazê-lo desde o ciclone Elaine em 1999. A vigésima segunda baixa tropical, o sétimo ciclone tropical e o terceiro ciclone tropical severo da temporada de ciclones da região australiana de 2020–21, o precursor de Seroja formou-se na costa sul da ilha de Timor como Baixa Tropical 22U às 18:00 UTC de 3 de abril de 2021. A baixa tropical moveu-se muito lentamente perto da ilha, enquanto as tempestades do sistema aumentaram em organização. A baixa intensificou-se para o Ciclone Tropical Seroja em 4 de abril, enquanto passava ao norte da Ilha Roti, continuando a sua tendência de lento fortalecimento. O nome Seroja significa lótus em indonésio.
Devido à presença do ciclone tropical Odette nas proximidades de Seroja, a interação foi antecipada quando a tempestade se afastou da Indonésia e de Timor-Leste. A intensidade flutuava conforme ele se movia para sudoeste, com o fortalecimento sendo altamente prejudicado devido à interação com Odette. Isso fez com que o sistema enfraquecesse à medida que Seroja se aproximava dele, devido a um fenómeno conhecido como efeito Fujiwara. Eventualmente, Seroja começou a fortalecer e enfraquecer Odette, conforme o sistema começou a absorver Odette, com Seroja absorvendo Odette na sua circulação em 10 de abril. Devido a Odette, Seroja foi direcionado para o sudeste em direção à Austrália, antes de se fortalecer. Por volta das 20h, horário local, em 11 de abril, Seroja atingiu a costa oeste da Austrália Ocidental como um ciclone tropical severo de categoria 3, ligeiramente ao sul da cidade costeira de Kalbarri, trazendo chuvas fortes e ventos com força de furacão (cerca de 170 km/h). Mais tarde naquele dia, Seroja começou a acelerar para sudeste enquanto enfraquecia. Em 12 de abril, Seroja emergiu na costa sul da Austrália Ocidental enquanto começava a passar por uma transição extratropical, antes de ser absorvido por outro cilindro extratropical maior ao sul.
Em 12 de abril de 2021, estima-se que pelo menos 224 pessoas foram mortas pela tempestade, com 181 pessoas na Indonésia, 42 em Timor-Leste, e uma na Austrália. Pelo menos 72 pessoas da Indonésia e 30 de Timor Leste ainda estão desaparecidas. O ciclone danificou ou destruiu pelo menos 90 casas e cinco pontes na província de Nusa Tenggara, no leste da Indonésia, enquanto 2.655 pessoas foram evacuadas para abrigos do governo. Cerca de 9.000 pessoas foram deslocadas em Timor-Leste, enquanto pelo menos 10.000 casas foram submersas.  Relatórios de danos de Kalbarri, no oeste da Austrália, começaram a chegar logo depois que a tempestade atingiu o continente em 11 de abril.

## História meteorológica
Em 29 de março, o BoM começou a referir que a Baixa Tropical 22U se desenvolvia para o sul de Timor. Em 3 de abril, a baixa tropical se desenvolveu completamente, uma vez que estava dentro de um vale ativo. A baixa foi localizada em um ambiente geralmente favorável com humidade profunda, baixo cisalhamento vertical do vento e vazão definida. A baixa derivou perto da costa de Timor muito lentamente com faixas de convecção em espiral persistentes ocupando a circulação da tempestade, produzindo chuvas abundantes nas regiões circundantes em 3 e 4 de abril. Naquela época, o sistema de baixa pressão estava localizado dentro da Área de Responsabilidade (AoR) do TCWC Jacarta. No início da manhã de 4 de abril, a apresentação de sua estrutura havia melhorado com faixas espirais de convecção profunda e curvatura estreita em seu centro. Embora houvesse flutuações na convecção central, um ambiente favorável de humidade profunda, baixo cisalhamento vertical do vento e boa vazão significava que o desenvolvimento do sistema era esperado.
Enquanto isso, o Joint Typhoon Warning Center (JTWC) emitiu o seu primeiro alerta sobre a tempestade como Ciclone Tropical 26S às 15:00 UTC de 4 de abril . A baixa tropical lentamente ganhou força, intensificando-se para um ciclone tropical de categoria 1, e recebeu o nome de Seroja pelo Centro de Alerta de Ciclone Tropical (TCWC) de Jacarta às 20:00 UTC de 4 de abril, cerca de 95 km (59 mi) norte-noroeste da Ilha Roti.

O ciclone tropical Odette (à esquerda) e o ciclone tropical Seroja (à direita) se envolvem em uma interação Fujiwhara enquanto se intensifica entre 7 e 9 de abril

Durante 5 de abril, Seroja continuou a se mover às 3 km/h (1.9 mph) na direção oeste-sudoeste, longe da costa da Indonésia. A tempestade se intensificou para um ciclone tropical de categoria 2 às 19:00 UTC com ventos sustentados de 10 minutos de 105 km/h (65 mph) e sua pressão central se aprofundou para 982 mb (29.0 inHg). A incerteza de longo prazo tanto na pista quanto na intensidade persistiu na previsão da pista de Seroja, devido à interação com a Baixa Tropical 23U, no extremo oeste da tempestade. Seroja manteve essa força por cerca de 12 horas antes de enfraquecer inesperadamente mais uma vez para um ciclone tropical de categoria 1 em 6 de abril, devido ao vento sudeste e ao ar seco, expondo parcialmente a circulação de baixo nível (LLC) e degradando sua atividade de tempestade. Seroja flutuou em força por várias horas, intensificando-se levemente em 7 de abril, uma vez que continuou em uma direção geralmente sudoeste. Seroja ficou desorganizado nas imagens de satélite quando a convecção se deslocou para o sul em 8 de abril, enquanto começou a interagir de perto com o ciclone tropical Odette (anteriormente Baixa Tropical 23U) apenas a noroeste, como resultado do efeito Fujiwhara, complicando as previsões para o ciclone tropical e fazendo-o enfraquecer novamente. Seroja retomou a intensificação no dia seguinte, voltando a se intensificar para um ciclone tropical de categoria 2 às 13:16 UTC de 9 de abril, quando a tempestade começou a absorver Odette e o vento começou a diminuir. Em 10 de abril, Seroja absorveu a maior parte das tempestades restantes de Odette e começou a acelerar para o sudeste em direção à Austrália Ocidental, mantendo uma estrutura relativamente organizada. Mais tarde naquele dia, Seroja absorveu totalmente Odette em sua circulação.
Seroja continuou a intensificação constante conforme se aproximava da região de Gascoyne ; o JTWC atualizou Seroja para um ciclone equivalente a Categoria 1 na escala Saffir-Simpson com ventos sustentados de 120 km/h (75 mph) às 18:00 UTC de 10 de abril. No início do dia 11 de abril, Seroja havia se intensificado em um ciclone tropical severo de Categoria 3, o terceiro ciclone tropical severo da temporada, quando um olho irregular começou a emergir da nublada densa central do ciclone. Seroja continuou acelerando rapidamente para o sudeste a 53 km/h (33 mph), com seu olho se tornando mais definido em imagens de radar Doppler e infravermelho antes de atingir a costa perto de Gregory, Austrália Ocidental ou ao norte de Geraldton no pico de força com 1 minuto ventos sustentados de 130 km/h (81 mph), ventos sustentados de 10 minutos de 120 km/h (75 mph) e uma pressão central mínima de 971 hPa (28,76 inHg), com observações de rajadas de até 150 km/h (93 mph). Após o landfall, Seroja mudou-se rapidamente para o sudeste sobre a Austrália, enquanto enfraquecia gradualmente. No início de 12 de abril, o remanescente extratropical de Seroja entrou na Grande Baía da Austrália, enquanto começava a transição para um ciclone extratropical, antes de ser transformado em um ciclone extratropical maior ao sul naquele dia.

## Preparativos

### Indonésia
A Agência de Meteorologia, Climatologia e Geofísica do governo indonésio declarou, dois dias antes da formação do ciclone, que já estava prevendo a possibilidade de desenvolvimento de um ciclone tropical sobre o mar de Savu. Em 4 de abril de 2021, a agência emitiu um alerta precoce. Em 8 de abril de 2021, a agência emitiu novamente avisos para outras províncias, como Bali, Java Oriental, Java Central e Nusa Tenggara Ocidental.

### Austrália
O Australian Bureau of Meteorology (BOM) avisou em 5 de abril de 2021 que Seroja poderia se aproximar da costa oeste de Pilbara ou Gascoyne. Também foi aconselhado que os turistas estivessem prontos para mudar os planos, caso o ciclone venha a impactar a área e trazer condições inseguras para voltar para casa. Devido à trilha incerta do ciclone de sua interação de Fujiwhara com o ciclone tropical Odette, a chance de impactos na Austrália Ocidental era incerta quanto a para onde ele iria; para o mar ou para a terra. Conforme a tempestade se aproximava da Austrália, esperava-se que o preço das matérias primas australianas, como carvão e minério de ferro, aumentasse. Além disso, havia a preocupação de que isso atrapalhasse ou atrasasse as remessas e negócios da região. O BOM também emitiu um alerta de ciclone tropical no início de 9 de abril para grande parte da região entre Coral Bay e Lancelin.
O comissário em exercício do Departamento de Bombeiros e Serviços de Emergência (DFES), Craig Waters, aconselhou todas as pessoas na área de vigilância a "saírem imediatamente", pois muitas das casas na área estariam sob risco significativo com solo pré-saturado, permitindo que as inundações ocorressem muito mais facilmente. O BOM também mencionou que esta região não estava acostumada a impactos de ciclones tropicais, tornando o risco dos impactos de Seroja mais perigoso do que o normal, com um mês de chuva prevista para cair em um dia. Um alerta de ciclone tropical foi então emitido para o Cabo Cuvier para Geraldton em 10 de abril, quando Seroja se aproximava, embora se intensificando mais lentamente do que o previsto. Todas as pessoas entre Coral Bay e Geraldton foram finalmente orientadas a evacuar imediatamente em 11 de abril, já que as casas não foram construídas para resistir a esses ventos fortes.
O primeiro-ministro Mark McGowan disse que Seroja era "como nada que vimos antes em décadas". Havia um Alerta Vermelho colocado ao longo de um trecho de 800 quilómetros da costa ao sul de Carnarvon e Lancelin. As pessoas sob alerta foram obrigadas a permanecer em suas casas ou em um centro de evacuação. As últimas estruturas foram abertas em Port Denison, Carnarvon e Denham. O ciclone deveria impactar a área até meia-noite. Marés altas, chuvas intensas, inundações repentinas, ondas perigosas e erosão das praias estão entre os perigos avisados de Seroja.

## Impacto

### Timor Leste
Em Timor-Leste, um deslizamento de terra e inundações deslocaram mais de 8.000 pessoas e causaram a morte de 42 pessoas no total. A tempestade causou cortes de energia em todo o Timor-Leste, além de danificar o palácio presidencial.  As cheias provocadas pela tempestade danificaram o laboratório nacional do Hospital Nacional Guido Valadares, o único laboratório do país, preocupando-se com a possibilidade de afectar o esforço de Timor-Leste para mitigar a pandemia COVID-19. A inundação também pareceu ter danificado a farmácia central do país, onde os estoques de vacinas para a população de Timor Leste eram armazenados. Outras instalações danificadas incluem duas instalações de isolamento COVID-19. Pensa-se que muito mais pessoas morreram em Timor-Leste devido às inundações generalizadas da tempestade. Pelo menos 30 pessoas continuam desaparecidas.
Relatórios preliminares de 7 de abril de 2021 mostraram que aproximadamente 10.325 pessoas foram afetadas pelo impacto da tempestade. 76% dessas pessoas estavam no município de Dili. As chuvas foram tão fortes que a capital foi chamada de "poço de lama". Os danos causados por Seroja em Timor-Leste eram esperados em mais de US $ 100 milhões, de acordo com o primeiro-ministro Taur Matan Ruak.

### Indonésia
Como uma baixa tropical, Seroja causou chuvas generalizadas e tempestades nas províncias de Nusa Tenggara Ocidental e Nusa Tenggara Oriental na Indonésia.  Na madrugada de 4 de abril, enchentes atingiram a ilha, horas antes das pessoas se reunirem para as celebrações da Páscoa. No rescaldo imediato, 41 pessoas morreram e 28 ficaram gravemente feridas. Pontes e estradas que ligam a Ilha das Flores e a Ilha Adonara foram destruídas. Dois rios no distrito de Ende estouraram as suas margens matando duas pessoas e resultaram em inundações extensas no leste de Flores.  Dezenas de casas foram soterradas por deslizamentos de terra no vilarejo de Lamenele, na ilha de Adonara. Na Regência Leste de Flores, quatorze vilas foram atingidas por enchentes como resultado do escoamento de materiais vulcânicos do Monte Ile Lewotolok.
Na cidade de Kupang, 734 casas foram danificadas, afetando 2.190 pessoas, enquanto em Roti Ndao, cerca de 30 casas foram inundadas. Uma ponte conectando as cidades de Kupang e Malaka Regency foi destruída, tornando a viagem entre as duas regiões extremamente difícil. Um navio de passageiros, o Jatra I, naufragou em um porto da cidade de Kupang, após passar por um vazamento. No entanto, não foram relatadas vítimas do naufrágio. Outro navio, o Namparnos, ficou à deriva e encalhou na Ilha Kambing.  As estradas trans-timorenses foram inundadas, cortando o acesso entre as regências.  O prédio de escritórios do governador de East Nusa Tenggara, comumente conhecido como "Edifício Sasando", também foi danificado pelo ciclone. Na província, 1.114 casas foram declaradas danificadas ou destruídas, até 72 pessoas desaparecidas e 8.424 desabrigadas.
Cinco cidades e regências sofreram quedas de energia, mas a eletricidade foi parcialmente restaurada mais tarde. Pelo menos 98 estações transceptoras de base na província de Nusa Tenggara Oriental foram danificadas, embora algumas tenham sido restauradas posteriormente pelo Ministério da Comunicação e Tecnologia da Informação. Quatro caminhões de combustível de propriedade da Pertamina foram danificados. Uma barragem em Sumba Oriental transbordou, causando uma enchente em uma cidade vizinha. O ciclone afetou áreas até a cidade de Bima, no oeste de Nusa Tenggara, onde causou inundações, submergindo 10.000 casas e afetando mais de 27.000 pessoas.  Em Lembata, a chuva soltou lava solidificada de uma erupção em novembro do vulcão Ili Lewotolok. A pedra caiu em várias aldeias, matando pelo menos 11 pessoas.
Em 12 de abril, o número de mortos no país havia aumentado para 181. O alto número de mortos foi provavelmente porque a maioria das pessoas estava dormindo quando o ciclone atingiu a costa, o que significa que foi inesperado.

### Austrália

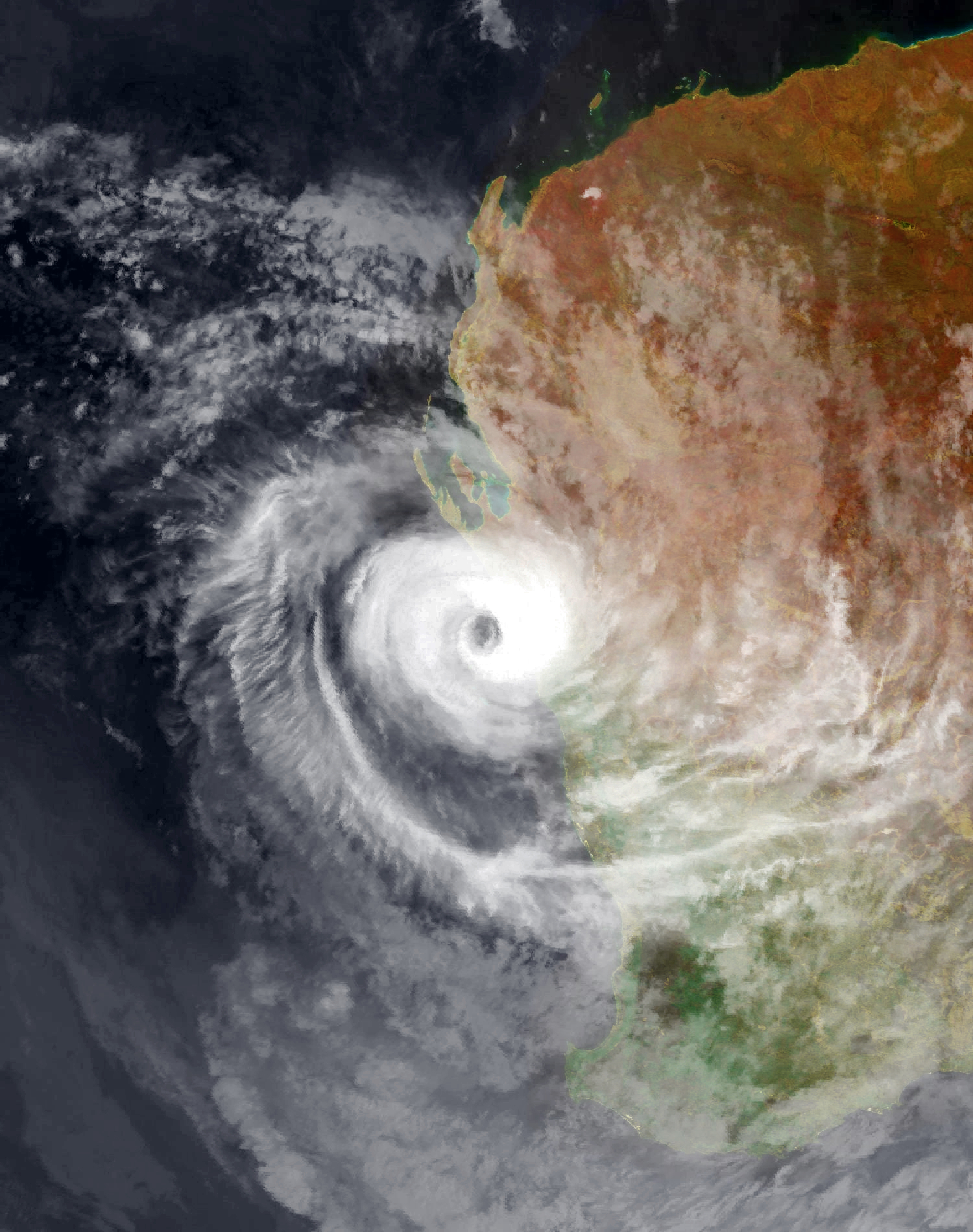
Ciclone Seroja aterrissando na Austrália Ocidental em 11 de abril

Depois que Seroja atingiu o continente, cerca de 4.350 pessoas na Austrália Ocidental perderam eletricidade quando os ventos fortes da tempestade cortaram as linhas de energia, especialmente em torno de Kalbarri. Uma rajada de vento de 170 km/h (110 mph) foi adicionalmente registada em Kalbarri, enquanto cerca de 100 mm (3.9 in) de chuva caiu em poucas horas, provavelmente sendo uma das rajadas de vento mais fortes registadas na cidade em mais de 50 anos. Esse número de cortes de energia logo aumentou para mais de 25.000 lares após o desembarque, à medida que Seroja acelerava mais para o interior. Pouco depois, relatos não confirmados afirmavam que prédios já tinham os seus telhados arrancados e até mesmo casas inteiras e galpões totalmente destruídos. O famoso "One Mile Jetty " de 124 anos de Carnarvon desabou e flutuou para o mar. Alguns residentes foram obrigados a fazer barricadas dentro de banheiros ou armários, pois as suas casas eram danificadas. Um trabalhador de 38 anos foi eletrocutado em Coral Bay depois que um poste de energia particular de um parque de caravanas caiu com o vento. Durante o dia, os serviços de emergência relataram que cerca de 70% das estruturas em Kalbarri foram danificadas. Os serviços de emergência também receberam cerca de 175 chamadas na manhã de 12 de abril.  As empresas com base na indústria do turismo em Kalbarri temiam nunca mais conseguir reabrir. Os repórteres relataram que algumas casas foram "completamente destruídas".

## Consequências

### Timor Leste
O primeiro-ministro de Timor Leste, Taur Matan Ruak, citou as inundações como um dos incidentes mais devastadores a afetar o país em 40 anos. Posteriormente, o governo de Timor-Leste realizou uma reunião de emergência para avaliar a situação. A Agência de Proteção Civil de Timor-Leste está atualmente planejando uma resposta de emergência. De acordo com a Agência Lusa de Notícias, é impossível para Timor-Leste equilibrar actualmente a mitigação de danos com os recursos limitados de que o país dispõe. Portugal estava pronto para enviar ajuda a Timor-Leste, segundo o ministro das Relações Exteriores, Augusto Santos Silva.  A União Europeia e as Nações Unidas também manifestaram simpatia e afirmaram estar disponíveis para ajudar o governo de Timor-Leste a reparar infraestruturas danificadas e prestar assistência às vítimas.  O Ministro do Interior timorense distribuiu alimentos às vítimas num hotel, que disse ter sido preparados pela sua esposa. A Rádio TSF disse que a assistência foi simbólica e longe de ser suficiente para ajudar as vítimas.  As igrejas locais em Dili mobilizam voluntários padres e pastores para ajudar as vítimas. O governo de Timor-Leste reintroduziu o confinamento COVID-19 em três cidades; Díli, Baucau e Viqueque em meio a casos crescentes de infeção após o desastre até 2 de maio.  A transmissão de outras doenças veiculadas pela água, como cólera, dengue e malária, também deve aumentar rapidamente devido às imensas inundações. O coordenador de desenvolvimento das Nações Unidas, Alex Tilman, disse que Timor-Leste sozinho não teria os recursos necessários para se recuperar do ciclone. A primeira morte de COVID-19 registada no país ocorreu logo após o ciclone. O Primeiro Ministro da Austrália, Scott Morrison, prometeu que doses adicionais da vacina COVID-19 seriam desviadas para Timor-Leste.  Além disso, foi declarado estado de emergência para acelerar o processo de mitigação.
O líder da Fretilin, Mari Alkatiri exortou o governo de Timor-Leste a pedir mais assistência internacional, como helicópteros e transporte militar. Disse que já se encontrou com o embaixador das Nações Unidas em Dili para discutir mais assistência.

### Indonésia
Várias escolas na fronteira Indonésia-Timor Leste foram evacuadas pelo Exército Indonésio estacionado lá antes de desabarem. A polícia em Kefamenanu, auxiliada pelo exército, evacuou a maioria dos residentes da cidade em meio a enchentes na região. Os processos de evacuação na Regência Leste de Flores foram dificultados pela falta de equipamento pesado, acesso limitado ao mar e falta de abrigo efetivo na área. A empresa de eletricidade indonésia PLN conseguiu consertar apenas 82% da infraestrutura de energia danificada em áreas residenciais, enquanto o restante foi difícil de consertar devido ao clima extremo e às inundações.
A cidade de Kupang declarou estado de emergência, mas não tinha fundos para resposta a emergências e tinha pessoal limitado para fornecer uma resposta. Uma ponte de emergência foi construída para ajudar as vítimas a evacuarem em East Flores. O presidente indonésio, Joko Widodo, em uma conferência de imprensa em 5 de abril de 2021, ofereceu suas condolências "em nome de todo o povo indonésio". Ele também pediu a todas as instituições governamentais que mitiguem os danos causados pelo ciclone. Além disso, o Partido Nasdem montou cozinhas públicas para as vítimas. O chefe do Conselho Nacional de Gestão de Desastres da Indonésia (BNPB), Doni Monardo planejou visitar as regiões afetadas em 5 de abril de 2021. Após a visita, ele concluiu que as infraestruturas e instalações de saúde na maior parte de East Nusa Tenggara são adequadas, mas faltam profissionais de saúde e médicos. Posteriormente, o presidente também realizou uma breve reunião para tratar do desastre.

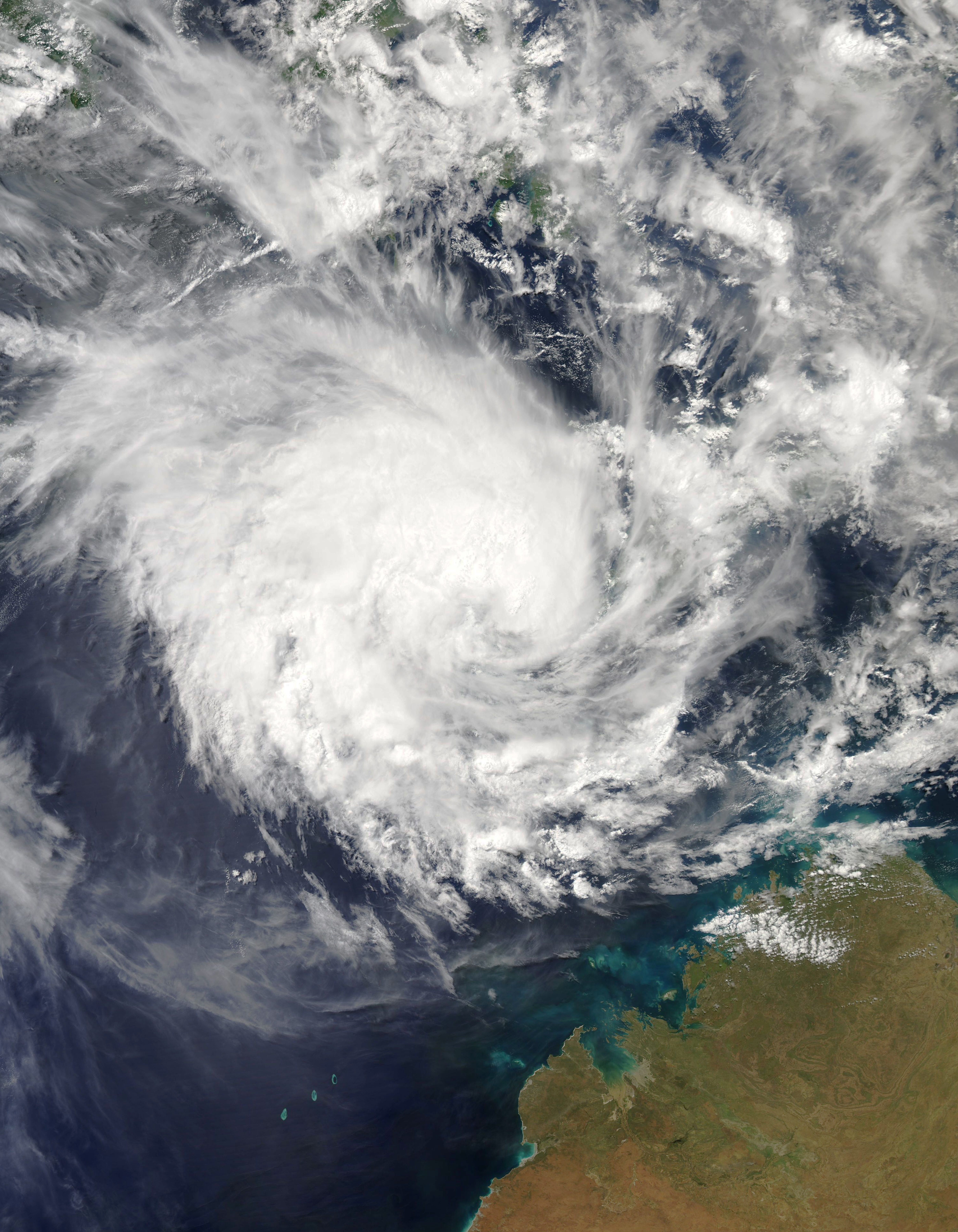
Seroja se mudando da Indonésia em 5 de abril

Além de barcos de borracha, abrigos e pessoal, o governo indonésio enviou alimentos, cobertores, máscaras e testes rápidos COVID-19. A Pertamina respondeu substituindo 4 caminhões de combustível danificados, que seriam usados para ajudar a distribuir combustível para as vítimas na região. A partir de 5 de abril 11:00 sou Hora da Indonésia Ocidental (WIB), uma rota logística de combustível para a Ilha de Adonara foi restaurada. O Aeroporto Internacional El Tari retomou suas operações em 5 de abril às 10:00 WIB, após estar fechado na noite anterior. A marinha da Indonésia preparou navios-hospital para ajudar no tratamento de sobreviventes feridos. Helicópteros também jogaram comida e outros itens essenciais em aldeias remotas, enquanto cães farejadores foram enviados para procurar as dezenas que haviam desaparecido no ciclone.
A distribuição da ajuda foi limitada pelo mau tempo e infraestruturas danificadas. Como resultado, o governo enviou quatro helicópteros e um avião de carga para auxiliar na distribuição. O Conselho Representativo do Povo exortou o governo a acelerar a distribuição de ajuda e sugeriu o uso de pessoal do exército indonésio para ajudar a superar os obstáculos logísticos. O Ministério dos Assuntos Sociais enviou ajuda às vítimas das cheias na cidade de Bima. O pessoal do Kodam IX / Udayana construiu oito abrigos, 20 cozinhas de campanha e seis hospitais de campanha. Hadi Tjahjanto, o Comandante das Forças Armadas, enviou um navio da marinha conhecido como KRI Oswald Siahaan (354), um Lockheed C-130 Hercules, um helicóptero e vários batalhões de engenheiros militares de Kodam IX / Udayana e Kodam XIV / Hasanuddin para ajudar evacuação e reconstrução de infraestruturas.
O governo central da Indonésia preparou fundos estatais adicionais para ajudar as vítimas e a reconstrução de cidades e vilas na província. Os indonésios organizaram uma campanha de doação para as vítimas, especialmente em East Nusa Tenggara, e reuniram quase 1.000.000.000 de rúpias ou cerca de US $ 70.000 em 6 de abril. O Ministério dos Assuntos Sociais deu uma indemenização de cerca de US $ 1.000 cada para a vítima falecida e US $ 300 cada para as vítimas feridas, além de outras ajudas totalizando cerca de US $ 760.000. Cada família de uma vítima também recebeu 500.000 rúpias ou US $ 35 por mês para pagar o aluguel das casas das famílias ou casas de família locais, de forma a minimizar a quantidade de acampamentos de abrigo em COVID-19 até que sua casa fosse reconstruída pelo governo. Além disso, também há compensação para cada casa danificada; cerca de US $ 3.500 para danos graves, US $ 1.500 para danos moderados e cerca de US $ 700 para danos leves. O governador de Java Oriental, Khofifah Indar Parawansa também enviou assistência e ajuda adicional para a região afetada. O pessoal da Força-Tarefa COVID-19 foi enviado às regiões afetadas e abrigos para limitar a propagação do COVID-19, usando a experiência das inundações de Kalimantan do Sul em 2021 e do terremoto de Sulawesi Ocidental em 2021. A Polícia Regional da província inspecionou todas as lojas de material de construção da região para evitar que os vendedores colocassem preços altos para a reconstrução.

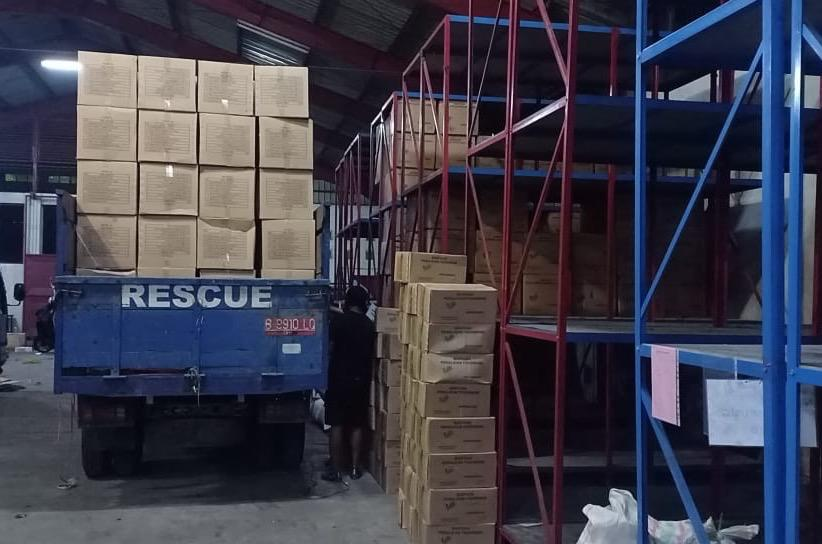
Assistência logística do Ministério de Assuntos Sociais da Indonésia

Até 6 de abril, mais de 8.400 residentes em toda a província foram evacuados. A maioria das pessoas que evacuaram (pelo menos 7.000 pessoas) eram residentes em East Sumba Regency. O BNPB afirmou que pelo menos 12 regiões administrativas em East Nusa Tenggara foram afetadas pelo ciclone, das quais 8 foram gravemente afetadas. O presidente chinês, Xi Jinping, ofereceu suas condolências pelo desastre. Na sexta-feira, o presidente Joko Widodo fez uma visita à ilha de Adonara e à regência de Lembata.
Atualmente, as regiões afetadas na Indonésia já passaram pelo processo de reabilitação e reconstrução, à medida que mais vítimas desaparecidas foram encontradas e o ciclone está se afastando.

#### Controvérsia
A falta de avisos do governo antes do ciclone e nenhuma resposta direta do governo local foi criticada por internautas indonésios e ONGs, como a WALHI, por agravar o efeito do ciclone. A hashtag #PrayforNTT se tornou viral na Indonésia por meio do Twitter. WALHI pressionou o governo provincial da província de East Nusa Tenggara a declarar o estado de emergência e criticou a falta de resposta do governador local, Viktor Laiskodat. O Prosperous Justice Party criticou o presidente indonésio Joko Widodo por comparecer ao casamento da celebridade indonésia Atta Halilintar em vez de abordar o desastre de Seroja. O governador de East Nusa Tenggara declarou estado de emergência em 6 de abril de 2021, que foi considerado tarde demais por muitos. As pessoas nas regiões afetadas pediram ao presidente Joko Widodo que viesse em vez de pedir ajuda às autoridades locais, porque eles são considerados muito lentos e descoordenados. Um membro do Movimento Estudantil Nacional da Indonésia da região criticou duramente o governo local e pediu ao presidente que os visse e disciplinasse diretamente.